# Пьяццини, Луис
Луис Роберто Пьяццини (исп. Luis Roberto итал. Piazzini; 11 мая 1905, Буэнос-Айрес — 4 марта 1980, там же) — аргентинский шахматист. Сын Эдмундо Пьяццини.
Чемпион Аргентины (1933). В составе сборной Аргентины участник 2-х Олимпиад (1937—1939).

## Спортивные достижения
| Год  | Город        | Турнир        | + | − | = | Результат | Место |
| ---- | ------------ | ------------- | - | - | - | --------- | ----- |
| 1937 | Стокгольм    | 7-я Олимпиада | 4 | 2 | 6 | 7 из 12   |       |
| 1939 | Буэнос-Айрес | 8-я Олимпиада | 4 | 3 | 4 | 6 из 11   |       |